# Ligne de Lyon-Perrache à Marseille-Saint-Charles (via Grenoble)
La ligne de Lyon-Perrache à Marseille-Saint-Charles (via Grenoble) (ligne 905 000 du réseau ferré national) relie Lyon et Marseille en traversant les Alpes par Grenoble, Veynes - Dévoluy et Aix-en-Provence. Pour ses concepteurs du XIXe siècle, à une époque où les vitesses commerciales en plaine n'étaient pas significativement meilleures qu'en montagne, et où le prix du billet étant lié à la distance et non à la durée, cet itinéraire était une alternative plus courte (en kilomètres) à celui empruntant la vallée du Rhône.
De nos jours, la ligne est exploitée en trois tronçons séparés, entre Lyon et Grenoble (TGV, TER et fret), Grenoble et Veynes (TER), et Veynes et Marseille (TER). Le premier de ces segments est à double voie et électrifié. Il supporte un trafic important, et est proche de la saturation. Les deux autres segments sont pour l'essentiel à voie unique, et ne sont pas électrifiés. Ils supportent un trafic beaucoup plus faible, à l'exception de la section finale entre Aix-en-Provence et Marseille-Saint-Charles qui assure des liaisons de proximité à l'intérieur de la région marseillaise et dont douze kilomètres au total sont à double voie.

## Histoire
La loi du 16 juillet 1845 autorisait la construction d'un chemin de fer de Lyon à Avignon avec embranchement vers Grenoble. Parmi les tracés possibles (ligne directe de Lyon à Grenoble, ligne de Valence à Grenoble, ligne est-ouest située entre les deux premières), c'est cette dernière option qui est choisie, sous la forme d'un embranchement de 93 km entre Saint-Rambert-d'Albon et Grenoble. Elle réduisait la longueur de ligne à construire et représentait un compromis entre les liaisons de Grenoble vers le nord et le sud de la vallée du Rhône. Une ligne de Saint-Rambert à Rives a donc été concédée à la Compagnie du chemin de fer de Lyon à Avignon le 10 juin 1846. La compagnie s'étant trouvée incapable de mener à bien la construction de ce chemin de fer, la concession a été déchue par un arrêté ministériel du 28 décembre 1847.
Le 13 janvier 1855, une nouvelle concession pour une ligne de Saint-Rambert à Grenoble a été attribuée à la Compagnie du chemin de fer de Saint-Rambert à Grenoble. Le tronçon de Saint-Rambert à Rives a été ouvert le 5 novembre 1856, celui de Rives à Piquepierre le 10 juillet 1857, prolongé jusqu'à Grenoble le 1er juillet 1858 après achèvement du pont sur l'Isère. La section de Rives à Grenoble (soit 39 km) de l'actuelle ligne de Lyon à Grenoble par les Alpes était ainsi mise en service. Grenoble était relié à Lyon, mais par le biais d'un détour important par Saint Rambert.
Le 18 mars 1857, une ligne plus directe de Lyon à Grenoble a été concédée, sur sa demande, à la Compagnie du chemin de fer de Saint-Rambert à Grenoble. De nombreux débats ont précédé l'établissement du tracé, qui passerait finalement par La Tour-du-Pin au prix d'un tracé en « S ». Cette ligne a été mise en service en cinq étapes :
- De Lyon à Bourgoin le 1er juillet 1858 ;
- De Bourgoin à Saint-André-le-Gaz le 22 août 1861 ;
- De Saint-André-le-Gaz à Châbons le 14 juin 1862 ;
- De Châbons au Grand-Lemps le 8 janvier 1862 ;
- Du Grand-Lemps à Rives le 24 décembre 1860.

Le 5 décembre 1857, la compagnie concessionnaire a pris le nom de Compagnie des chemins de fer du Dauphiné, qui à son tour a fusionné le 11 juin 1859 avec la Compagnie des chemins de fer de Paris à Lyon et à la Méditerranée (PLM).
Le 19 juin 1857, une ligne d'Avignon à Gap avec embranchement vers Aix-en-Provence a été concédée à titre éventuel au PLM. Elle comprenait également un prolongement de Gap vers la frontière sarde (col de Montgenèvre). Elle a été déclarée d'utilité publique le 25 août 1861, rendant ainsi la concession définitive. Elle a été ouverte à l'exploitation en quatre étapes :
- De Veynes à Sisteron le 1er février 1875
- De Sisteron à Volx le 25 novembre 1872
- De Volx à Pertuis le 8 juillet 1872
- De Pertuis à Aix-en-Provence le 11 mai 1872

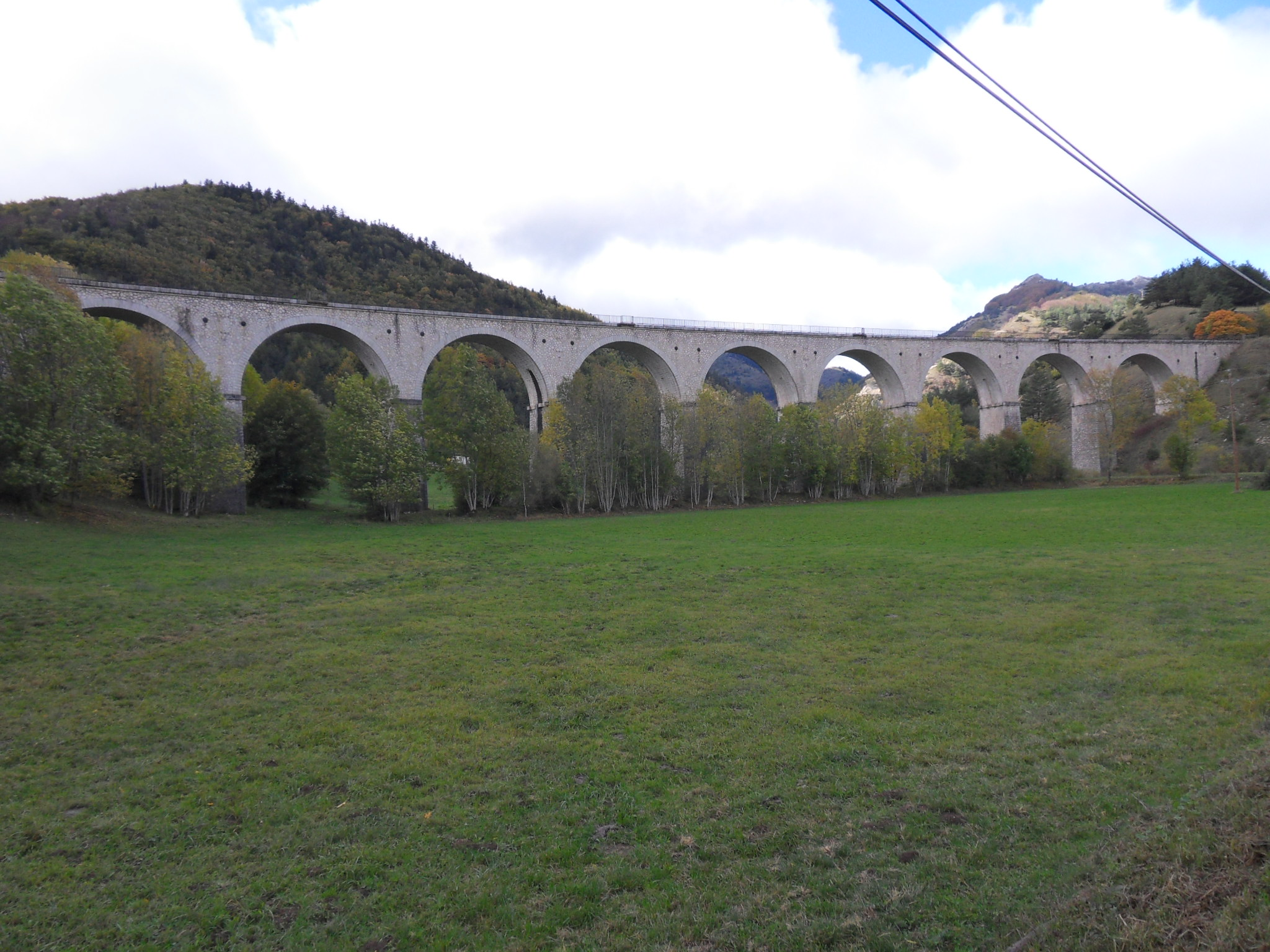
Le viaduc des Fauries à proximité de la gare de Lus-la-Croix-Haute.

Le 11 juin 1863 était concédée au PLM à titre éventuel une ligne de Grenoble à la ligne d'Avignon à Gap. À la suite de la déclaration d'utilité publique, la concession est devenue définitive le 2 janvier 1869. Elle a été mise en service en deux étapes :
- De Grenoble à Vif le 11 décembre 1876 ;
- De Vif à Veynes (bifurcation du Poteau-Saint-Luc) le 27 juillet 1878.

Le 11 juin 1863 enfin, la section d'Aix-en-Provence à Marseille était également concédée à la compagnie du PLM, qui l'a mise en service le 15 octobre 1877.
Un raccordement direct à Pertuis a été mis en service le 8 octobre 1950. Il évite le rebroussement en gare de Pertuis pour les trains qui n'ont pas d'arrêt commercial à cette gare.

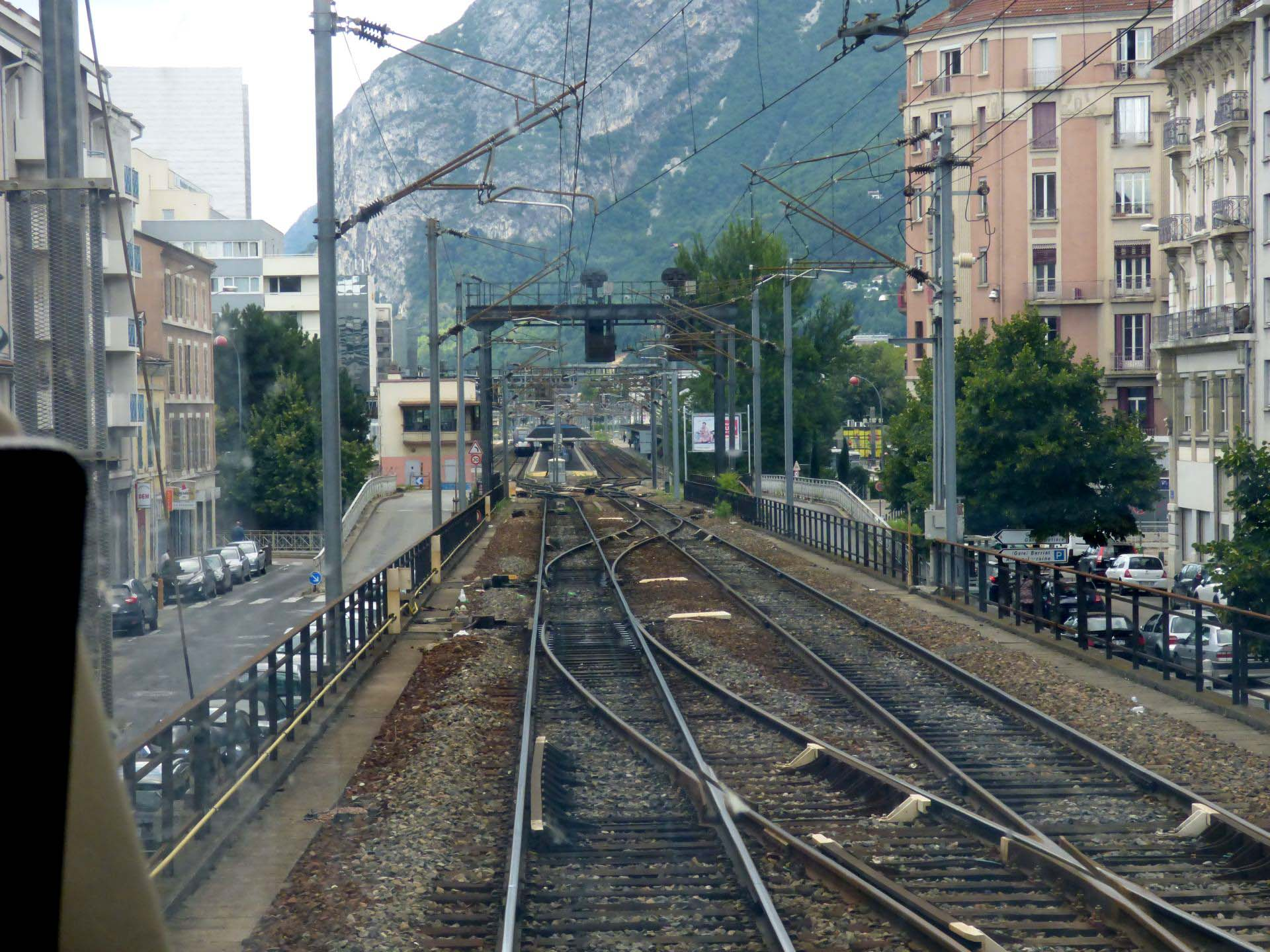
Entrée sud de la gare de Grenoble.

En 1954, le block manuel unifié (BMU) remplace le cantonnement téléphonique entre Grenoble et Vif, et les gares de croisement sont dotées de voies directes. En 1968, lorsque la ligne Grenoble - Montmélian est déviée vers le sud de Grenoble, le tronçon commun aux deux lignes le long du Cours Jean Jaurès est mis à double voie, tandis que le block automatique lumineux (BAL) remplace le BMU jusqu'à Pont-de-Claix. En 1977 et 1984, d'importants travaux de régénération des tunnels de la ligne sont menés, avec modernisation de la voie sur certains tronçons. Enfin en 1987, le tronçon Vif - Aspres est doté du système de cantonnement assisté par informatique (CAPI), avant l'équipement sept ans plus tard, en 1994, du BAL de voie banalisée en remplacement du block manuel, entre Pont-de-Claix et Jarrie-Vizille, sur six kilomètres.
La ligne n'a pas connu d'évolution significative jusqu'à la reconstruction du bâtiment voyageurs de la gare de Grenoble dans le cadre des Jeux olympiques d'hiver de 1968, avec la mise en service d'un PRS et la reconstruction d'une petite partie du tracé grenoblois sur une estacade, afin de supprimer quatre passages à niveau urbains. En 1979, la section Lyon-Grenoble de la ligne a connu un important bouleversement avec le début de travaux d'électrification : les passages supérieurs sont surélevés et plusieurs tunnels sont mis au gabarit électrification. Des relèvements ponctuels de vitesse sont effectués dans plusieurs gares de la ligne, avec une modification du plan des voies. La signalisation est à son tour modernisée : hormis les tronçons Lyon - Vénissieux (5 km) et Grenoble - La Buisserate (3 km) déjà équipés, le block automatique lumineux remplace le block manuel de double voie uniformisé S, de mi-1983 à l'été 1984, permettant des relèvements de vitesse jusqu'à 160 km/h. Plusieurs pas d'installation permanente de contre-sens (IPCS) sont par ailleurs mis en place.
Le 9 décembre 2006, la section d'Aix à Marseille est fermée pour être modernisée. Elle est rouverte le 14 décembre 2008 après deux années de travaux. Cette modernisation comporte notamment : la reprise de la signalisation, le renouvellement de la voie unique et son doublement sur plusieurs tronçons pour un total de 12 kilomètres ; la création de trois nouvelles haltes sur le territoire de la ville de Marseille : Saint-Antoine, Saint-Joseph-le-Castellas et Picon-Busserine ; la rénovation des gares de Gardanne, Simiane, Septèmes, et Sainte-Marthe-en-Provence. L'offre de desserte s'enrichit avec trois trains TER par heure lors des périodes d'affluence.

## Caractéristiques

### Tracé

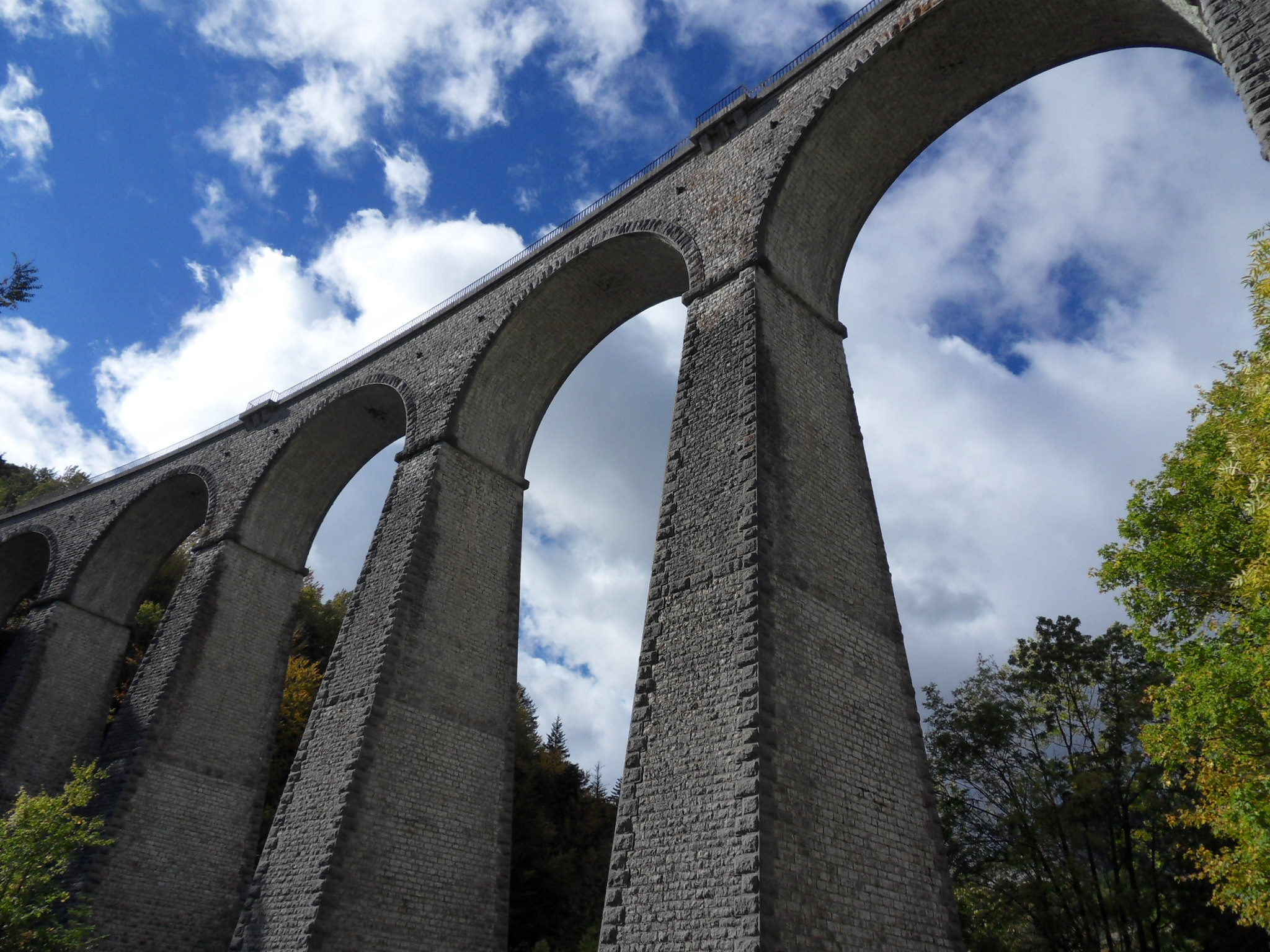
Le viaduc de Darne (ou d'Orbannes) à proximité de la gare de Clelles - Mens

La ligne est à quatre voies sur 7,8 km de Lyon-Perrache jusqu'aux abords de Vénissieux. Elle est ensuite à trois voies sur 4 km jusqu'à Saint-Priest, puis à deux voies sur une centaine de kilomètres, jusqu'à la bifurcation entre les directions Veynes et Montmélian immédiatement après Grenoble. Elle est ensuite à voie unique sur près de 100 km, jusqu'à la gare de bifurcation d'Aspres-sur-Buëch où elle repasse à double voie sur quelques kilomètres avant de rejoindre la gare de Veynes. Le tronçon méridional, de la bifurcation du Poteau-Saint-Luc à proximité de Veynes jusqu'à Simiane, est également à voie unique sur près de 180 km. La voie en tiroir vers Pertuis est double : une voie vers Aix, une vers Veynes, sans communication entre les deux. Entre Simiane et Septèmes, un petit tronçon est à double voie, avant que la ligne ne redevienne à voie unique. À partir de Marseille-St-Antoine, les derniers 9 km sont à double voie jusqu'à Marseille-Saint-Charles.
A l'origine, cette ligne a la propriété de rebrousser deux fois :
- en gare de Veynes - Dévoluy
- en gare de Pertuis.

Au niveau de cette dernière gare, un raccordement direct, le raccordement de Pertuis, évite le rebroussement des trains directs ou de fret.
Le profil est très médiocre, avec des déclivités qui atteignent 16 ‰ entre Lyon et Grenoble, 25 ‰ entre Grenoble et Veynes et enfin 18 ‰ entre Veynes et Marseille.

### Électrification
La section Lyon-Perrache - Grenoble a été électrifiée en deux étapes :
- Lyon-Guillotière - Saint-Priest (1,5 kV - CC) : 11 janvier 1983[17].
- Saint-Priest - Section de séparation du PK 18,58 (1,5 kV - CC) : 18 février 1985[17].
- Section de séparation du PK 18,58 - Grenoble (25 kV - 50 Hz) : 18 février 1985[17].

L'alimentation est réalisée au moyen des sous-stations de La Guillotière (1,5 kV - CC), Chandieu (1,5 kV - CC), Faron (25 kV - 50 Hz) et Pérèle (25 kV - 50 Hz).

### Vitesses limites

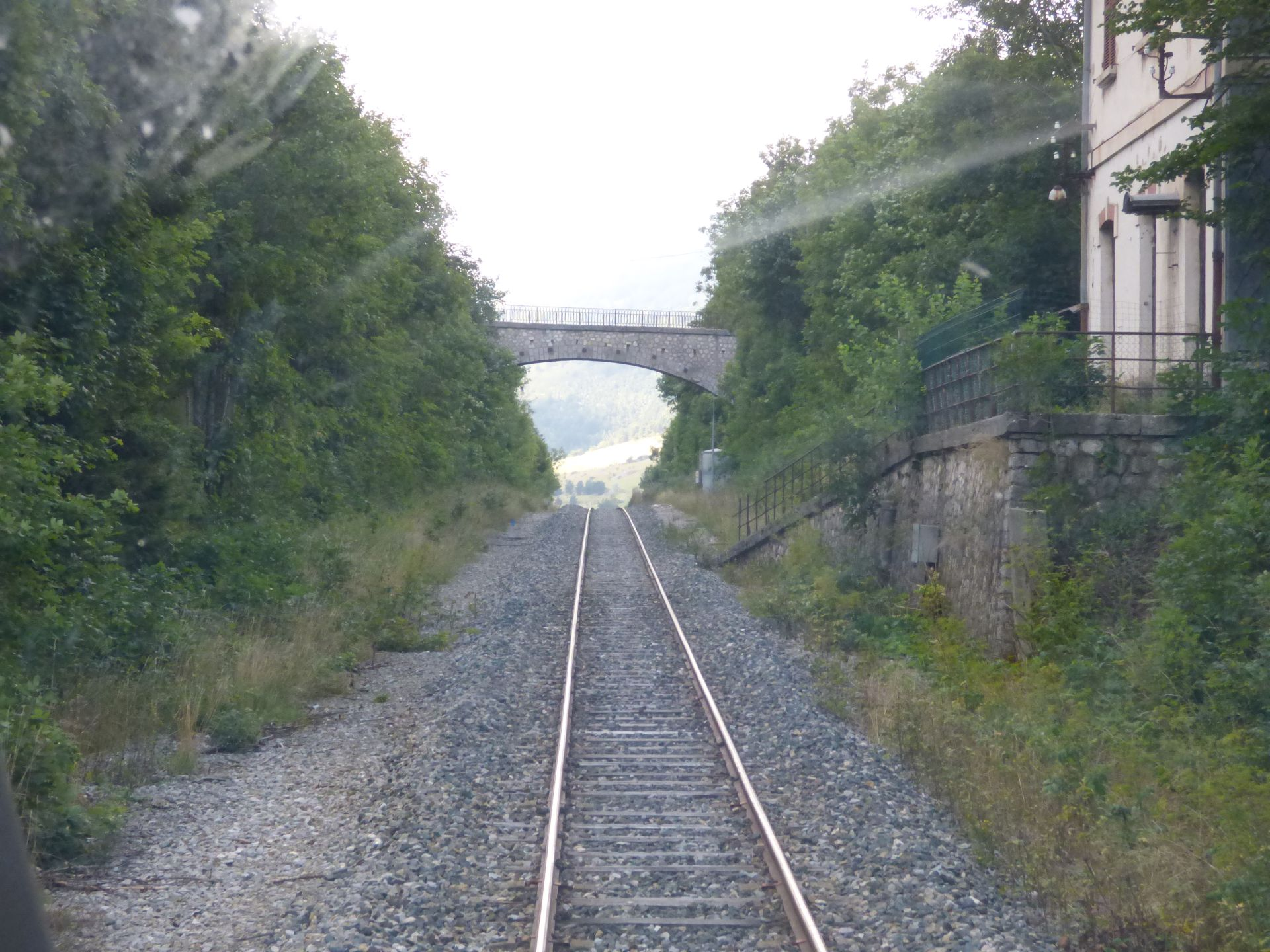
L'arrivée au point culminant de la ligne des Alpes, au col de la Croix Haute, en direction de Veynes

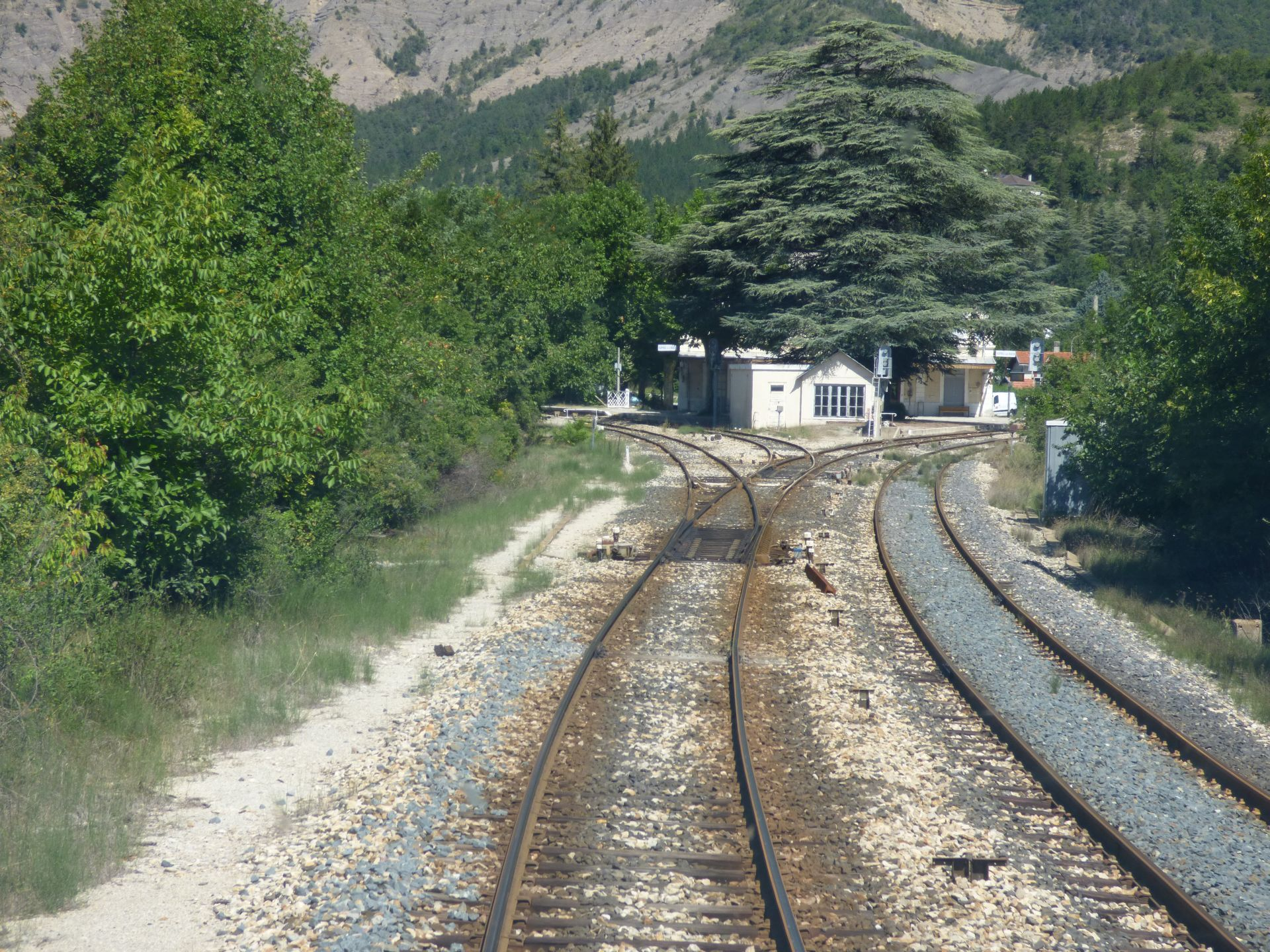
Bifurcation ferroviaire en gare d'Aspres-sur-Buëch (Hautes-Alpes) avec à gauche la direction de Valence (Drôme) et à droite celle de Grenoble (Isère)

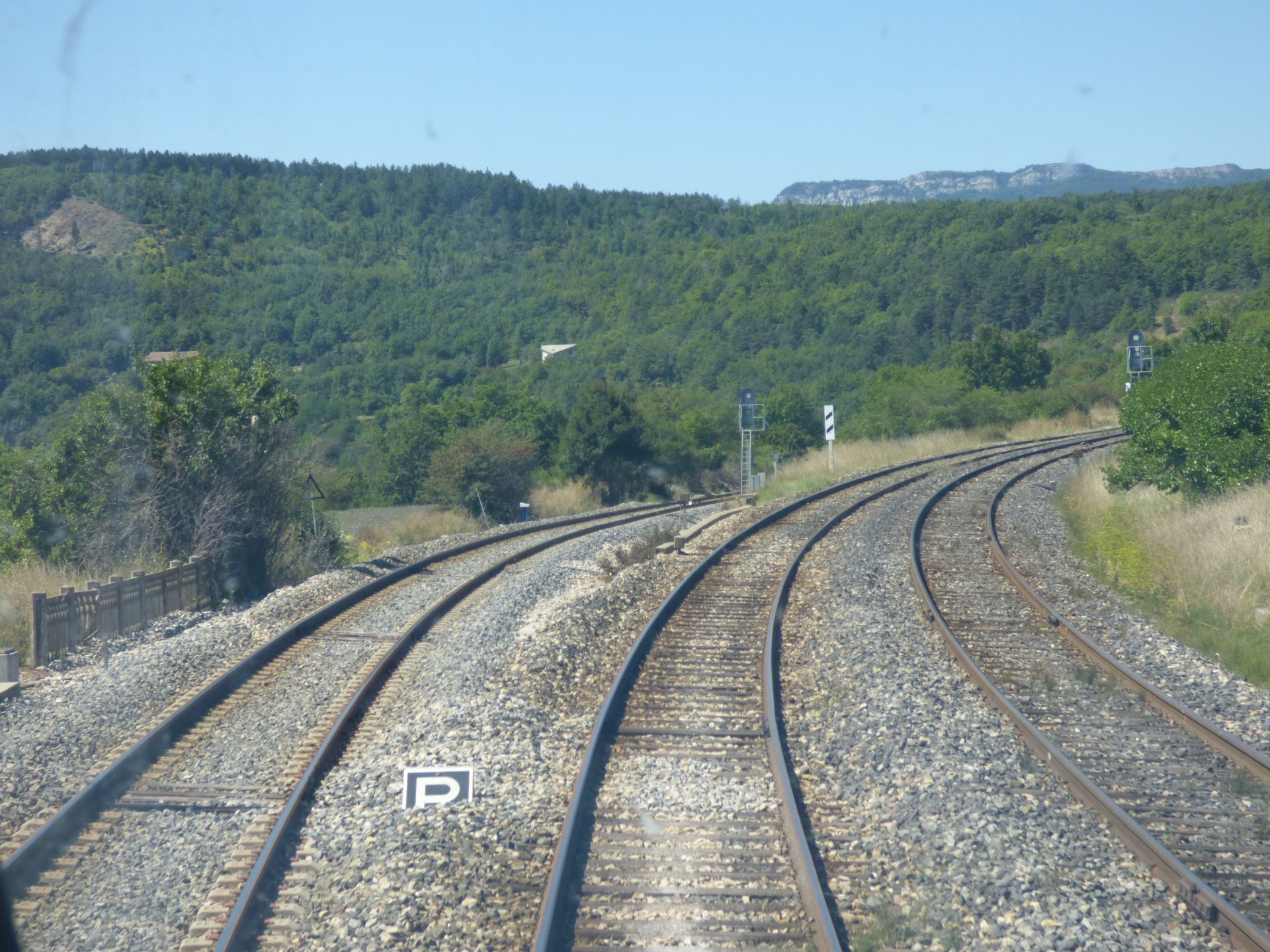
Bifurcation ferroviaire avec à gauche la direction de Marseille (Bouches-du-Rhône) et à droite Valence (Drôme) et Grenoble (Isère)

Les vitesses limites de la ligne en 2016 pour les AGC, les X 72500 ainsi que les TGV et Z2 en sens impair (certaines catégories de trains, comme les trains de marchandises, possèdent des limites plus faibles) sont :
| De                                       | À                                        | Limite |
| ---------------------------------------- | ---------------------------------------- | ------ |
| Lyon-Perrache                            | Km 511,4                                 | 30     |
| Km 511,4                                 | Km 513,7                                 | 90     |
| Km 513,7                                 | Km 514,2                                 | 100    |
| Km 514,2                                 | Lyon-Guillotière Poste 7                 | 130    |
| Lyon-Guillotière Poste 7                 | Km 7,0                                   | 140    |
| Km 7,0                                   | Km 37,2                                  | 160    |
| Km 37,2                                  | Km 55,6                                  | 140    |
| Km 55,6                                  | Km 66,0                                  | 120    |
| Km 66,0                                  | Rives                                    | 140    |
| Rives                                    | Voiron                                   | 130    |
| Voiron                                   | Km 112,5                                 | 120    |
| Km 112,5                                 | Km 123,6                                 | 160    |
| Km 123,6                                 | Grenoble Poste 1                         | 130    |
| Grenoble Poste 1                         | Grenoble Gare                            | 120    |
| Grenoble Gare                            | Bifurcation de Montmélian                | 110    |
| Bifurcation de Montmélian                | Jarrie-Vizille                           | 90     |
| Jarrie-Vizille                           | Vif                                      | 100    |
| Vif                                      | Saint-Michel-les-Portes                  | 80     |
| Saint-Michel-les-Portes                  | Saint-Maurice-en-Trièves                 | 70     |
| Saint-Maurice-en-Trièves                 | Col-de-la-Croix-Haute-Lalley             | 50     |
| Col-de-la-Croix-Haute-Lalley             | Aspres-sur-Buëch                         | 80     |
| Aspres-sur-Buëch                         | Bifurcation du Poteau-Saint-Luc          | 95     |
| Bifurcation du Poteau-Saint-Luc          | Veynes - Dévoluy                         | 120    |
| Bifurcation du Poteau-Saint-Luc          | Serres                                   | 105    |
| Serres                                   | Km 267,2                                 | 100    |
| Km 267,2                                 | Mison                                    | 105    |
| Mison                                    | Manosque                                 | 115    |
| Manosque                                 | Km 352,3                                 | 130    |
| Km 352,3                                 | Km 367,5                                 | 105    |
| Km 367,5                                 | Km 385,6                                 | 100    |
| Km 385,6                                 | Km 391,5                                 | 110    |
| Km 391,5                                 | Km 399,5                                 | 120    |
| Km 399,5                                 | Aix-en-Provence                          | 100    |
| Aix-en-Provence                          | Bouc-Cabriès                             | 110    |
| Bouc-Cabriès                             | Bifurcation des Chartreux                | 100    |
| Bifurcation des Chartreux                | Marseille-Saint-Charles Portique Poste 2 | 110    |
| Marseille-Saint-Charles Portique Poste 2 | Marseille-Saint-Charles Portique Poste 3 | 60     |
| Marseille-Saint-Charles Portique Poste 3 | Marseille-Saint-Charles Gare             | 30     |

## Trafic
Jusqu'en 1972 il existait des dessertes directes Lyon - Marseille via Grenoble et Veynes par rames tractées, avec rebroussement en gare de Veynes, et éventuellement adjonction ou retrait de voitures de ou pour Briançon.
Depuis, la ligne est exploitée en trois segments séparés : Lyon-Grenoble, Grenoble-Veynes et Veynes-Marseille.
Le premier segment est parcouru par des TGV Paris - Grenoble et des TER Lyon - Grenoble, et emprunté par les circulations entre Lyon et Chambéry jusqu'à la bifurcation de Saint-André-le-Gaz, et par les circulations entre Valence et Grenoble à partir de Moirans. Le second segment est utilisé pour des liaisons TER entre Grenoble et Veynes, Gap ou Briançon. Le dernier segment est parcouru par des TER assurant les parcours Briançon ou Gap - Marseille, et des dessertes type banlieue entre Aix-en-Provence et Marseille avec 40 aller-retours quotidiens.

## Projets
À l'horizon 2035, SNCF Reseau prévoit un passage à quatre voies sur les 19 km situés entre Saint-Fons et Grenay, en sortie est de Lyon.
Par ailleurs, le Schéma de cohérence territoriale de la région urbaine grenobloise envisage la mise à quatre voies de la section Moirans - Grenoble pour résorber sa saturation croissante.

## La ligne dans la littérature
La ligne est décrite de Grenoble à Marseille sous le titre « Sur le chemin de ronde des Alpes. Grenoble-Marseille » dans un récit d'Henri Vincenot de la série des Voyages du professeur Lorgnon paru dans La Vie du Rail du 3 mars 1963 réédité en ̇1983 et en 2003 aux éditions Omnibus

## Galerie de photographies

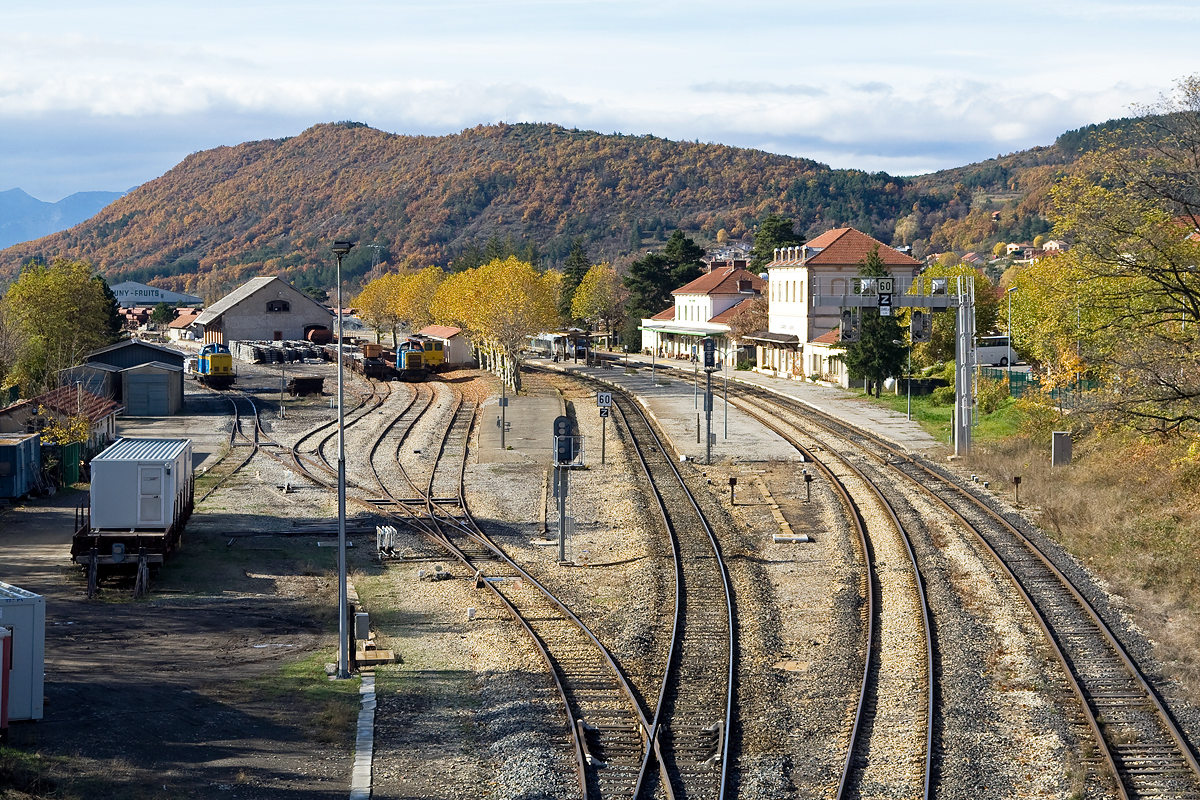
Vue générale de la gare de Veynes - Dévoluy (vue côté Grenoble)
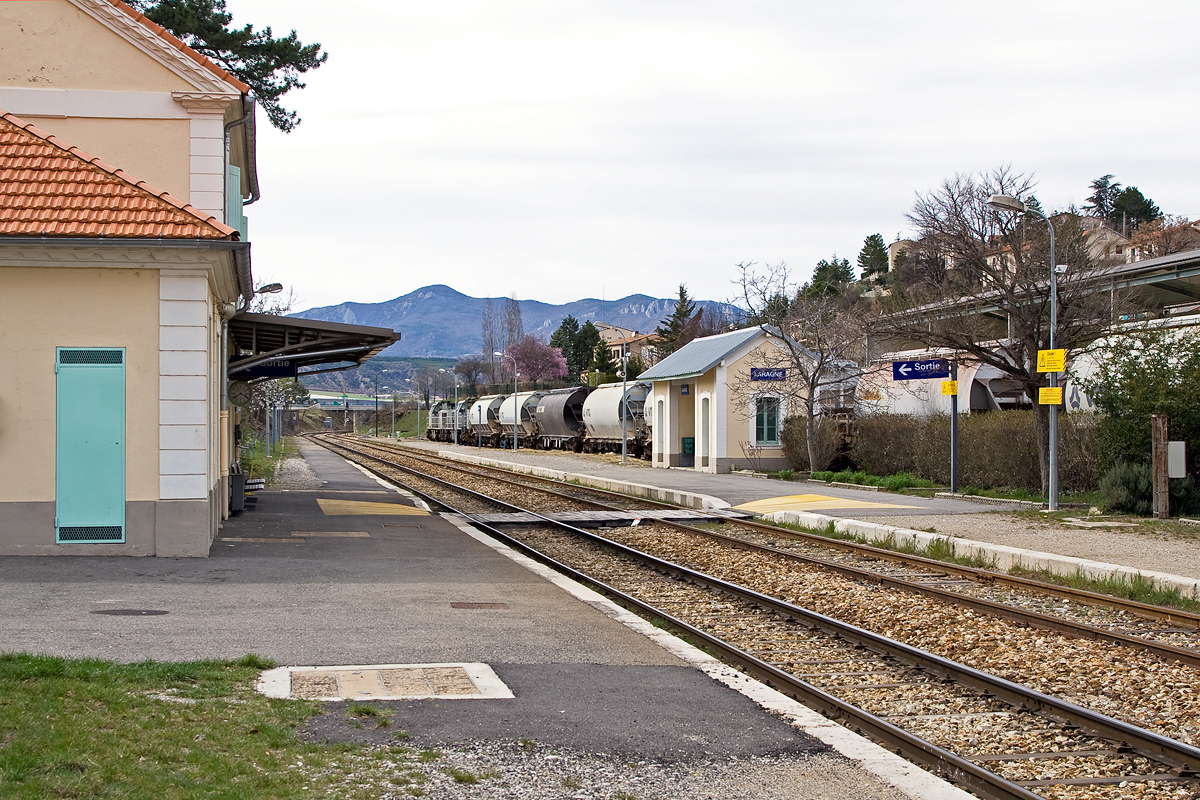
Gare de Laragne-Montéglin (vue côté Veynes)
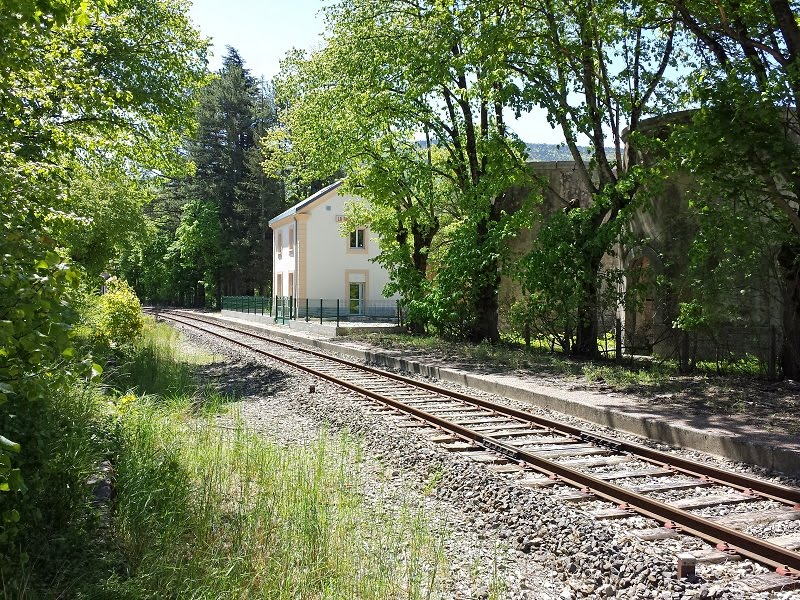
L'ancienne gare de La Faurie (Hautes-Alpes) vue depuis l'entrée nord de la ligne.